# Steacyite
La steacyite è un minerale appartenente al gruppo omonimo.